# 海螺菊
海螺菊（学名：Ellisiophyllum pinnatum），又名幌菊，为玄参科海螺菊属下的一个种。